# El cinturón gris (canción)
«El Cinturón Gris» es el quinto sencillo del álbum Lámina Once de la banda uruguaya El Cuarteto de Nos. Una versión grabada en vivo de la canción fue lanzada como sencillo y contó con un video musical dirigido por Julia Conde.

## Letra
La canción es cantada en primera persona de un chico joven que se viste y actúa de manera inusual, justificando que lo realiza para llamar la atención de la gente.

## Video musical
La versión en vivo de la canción fue lanzada con un video musical dirigido por Julia Conde. En el, se ve a un chico llamado Cris (que se ve igual al chico mencionado en la letra de la canción) mientras se encuentra viajando en metro. Al caminar por la calle, se encuentra con una puerta que lo lleva a un lugar diferente donde se encuentran varios fanáticos de la banda yendo a un concierto del grupo junto con Cris.
El video muestra una mezcla de animación 2D con escenas en imagen real grabadas en el Movistar Arena de Buenos Aires, Argentina.

## Personal
- Roberto Musso: Guitarra y voz
- Santiago Tavella: Bajo
- Álvaro Pintos: Batería y percusiones
- Santiago Marrero: Teclados, sintetizadores y voces
- Gustavo «Topo» Antuña: Guitarras eléctricas

## Versión en vivo
- Roberto Musso: Voz
- Santiago Tavella: Guitarra
- Álvaro Pintos: Batería
- Santiago Marrero: Bajo
- Gustavo «Topo» Antuña: Guitarra

Producción general
- Producido por Eduardo Cabra
- Grabado por Uriel Dorfman, Eduardo Cabra y Harold Wendel Sanders en Vivace Music · Montevideo, UY y La Casa del sombrero · San Juan, PR
- Mezclado por Harold Wendel Sanders en La Casa del Sombrero · San Juan, PR
- Masterizado por Diego Calviño en 3:3:2 Studio · Buenos Aires, AR
- Producción Ejecutiva: Verónica Piana
- Editado por Porfiado Records